# Order Chrystusa (Brazylia)
Order Chrystusa, Cesarski Order Naszego Pana Jezusa Chrystusa (port. Imperial Ordem de Nosso Senhor Jesus Cristo) – pierwotnie zakon rycerski utworzony 7 grudnia 1822, a do 1843 trzecie w kolejności odznaczenie państwowe Cesarstwa Brazylii, zlikwidowane w 1891 po powstaniu Federacyjnej Republiki Brazylii.

## Historia
Order nawiązywał do portugalskiego Orderu Chrystusa, który z kolei pochodził od średniowiecznego Zakonu Chrystusa (Templariuszy). Było to drugie w brazylijskiej precedencji odznaczenie, po Orderze Róży, przeznaczone do nagradzania zarówno osób cywilnych, jak i wojskowych. Religijny charakter orderu nakazywał jego posiadaczom propagowanie i utrzymanie chrześcijaństwa, oraz niesienie wiary katolickiej do bałwochwalczych pogan których znaczna liczba wciąż zamieszkiwała Brazylię. Było to najczęściej przyznawane wyróżnienie w Brazylii przez króla Jana VI, który nadał 3635 zwykłych, 442 Komandorskich i 7 Wielkich Krzyży. W okresie panowania Piotra I wydano 2630 orderów. Ze względu na jego religijny charakter, order został zniesiony przez nowe władze Republiki Brazylii.

## Klasy orderu
Order dzieli się na 3 klasy:
- I Klasa – Krzyż Wielki (Grã-Cruz) – limitowana do 12 odznaczeń dla obywateli Brazylii[3]
- II Klasa – Komandor (Comendador)
- III Klasa – Kawaler (Cavaleiro)